# Os nasal
L'os nasal (o os propi del nas) és un os de la cara, del qual hi ha dos, curt i compacte, de forma quadrilàtera, amb dues cares (anterior i posterior) i quatre vores (superior, inferior, lateral o externa, i medial o interna). Els dos ossos propis formen l'arrel i el dors o pont del nas. La vora medial de cadascun s'articula amb el seu homòleg, formant la sutura internasal. La vora lateral (externa) s'articula amb l'apòfisi ascendent del maxil·lar superior, la vora superior amb l'os frontal, i la vora inferior amb el cartílag nasal (o cartílag dorsal). La vora interna s'articula amb la làmina perpendicular de l'etmoide, que forma part del septe nasal.